# Amphinecta mara
Amphinecta mara là một loài nhện trong họ Amphinectidae. Loài này phân bố ở New Zealand.